# مارتا أوريلانا
مارتا أوريلانا (بالإسبانية: Marta Orellana)‏ هي منافسة ألعاب القوى أرجنتينية، ولدت في 29 ديسمبر 1973.

## وصلات خارجية
- مارتا أوريلانا على موقع الاتحاد الدولي لألعاب القوى (الإنجليزية)
- مارتا أوريلانا على موقع أوليمبيديا (الإنجليزية)